# Gina Beck
Gina Beck (High Wycombe, 30 dicembre 1981) è una cantante e attrice britannica, nota soprattutto per il suo lavoro nei musical del West End londinese.

## Carriera
Dopo aver ricoperto piccoli ruoli in serie televisive (tra i quali Doctors e Sherlock Holmes ed il caso della calza di seta), la Beck è entrata nel mondo dell'opera e dell'operetta nel 2005. Ha lavorato nelle produzioni della Holland Park Opera della Madama Butterfly di Puccini e nell' Elisir d’amore di Donizetti, e alla Buxton Opera House in alcune operette di Gilbert e Sullivan.
Nel 2006 fa parte del cast della produzione sudafricana della Vedova allegra e in giugno fa il suo debutto nel West End londinese, interpretando Cosette nel musical Les Misérables. Partecipa anche al concerto in occasione del ventunesimo anno di repliche del musical, trasmesso via radio dalla BBC Radio 2. Dopo un anno di repliche, la Beck lascia la compagnia per interpretare Rebecca Warshowsky nella produzione originale del musical Imagine This, al Theatre Royal, nel giugno 2007. A dicembre ricopre il ruolo di Wendy Darling nella produzione di Rachel Kavanaugh del musical Peter Pan al Birmingham Rep.
Inizia a recitare nel ruolo di Christine Daaé nel musical di Andrew Lloyd Webber The Phantom of the Opera al His Majesty's Theatre nel settembre 2008. Insieme all'attore che lavorava con lei nel ruolo del Fantasma, Ramin Karimloo, canta la canzone principale del musical in occasione del concerto dei 60 anni di Lloyd Webber ad Hyde Park. Con il collega Simon Bailey ha duettato sulle note di “All I Ask of You” sui gradini della scalinata principale dell'Opéra Garnier di Parigi, dove il musical è ambientato. Per il suo ruolo di Christine viene nominata al Theatre Fans Choice Award for Best Leading Actress. Nell'ottobre 2010 fa parte del cast della produzione del venticinquesimo anniversario del musical Les Misérables all'O2 Arena.
Dal 12 dicembre 2011 ha sostituito Louise Dearman nel ruolo di Glinda, la strega buona del Sud, nella produzione londinese del musical Wicked all'Apollo Vittoria Theatre. Nel 2015 viene diretta da Daniel Evans nel musical Show Boat al New London Theatre e nel 2018 si unisce al cast di Matilda al Cambridge Theatre di Londra. Nel 2021 viene nuovamente diretta da Evans nel musical Premio Pulitzer South Pacific in scena a Chichester e poi a Londra e in una tournée britannica l'anno successivo. Nel 2023 interpreta Maria Augusta Trapp in The Sound of Music a Chichester, mentre nel 2024 è Sarah Brown in Guys and Dolls al Bridge Theatre.

## Filmografia

### Cinema
- Les Misérables: 25th Anniversary Concert, regia di Laurence Connor (2010)
- The Phantom of the Opera at the Royal Albert Hall, regia di Laurence Connor (2011)
- Les Misérables, regia di Tom Hooper (2012)

### Televisione
- Sherlock Holmes ed il caso della calza di seta (Sherlock Holmes and the Case of the Silk Stocking), regia di Simon Cellan Jones (2004) - film TV
- The Crust - serie TV, episodio 1x15 (2005)
- Doctors - serie TV, episodio 10x122 (2008)